# Apol·loni Archistrator
Apol·loni Archistrator (en grec antic Άπολλώνιος Ἀρχιστράτωρ) va ser un metge grec que va viure probablement a finals del segle i o al segle ii. No es coneix res de la seva vida.
És autor d'una recepta comentada per Andròmac el jove i transcrita per Galè.